# 蘇希斯塔沃克
47°9′29″N 33°6′13″E / 47.15806°N 33.10361°E
蘇希斯塔沃克（烏克蘭語：Сухий Ставок) 該村莊被俄羅斯軍隊摧毀。